# Diploglossus monotropis
Diploglossus monotropis — вид веретільницеподібних ящірок родини Diploglossidae. Мешкає в Центральній і Південній Америці.

## Поширення і екологія
Diploglossus monotropis мешкають на карибських схилах Нікарагуа, Коста-Рики і Панами, а також на тихоокеанських схилах Панами (зокрема на острові Ісла-дель-Рей), Колумбії і Еквадору. Вони живуть у вологих рівнинних тропічних лісах, в лісовій підстилці. Зустрічаються на висоті до 500 м над рівнем моря.